# Seagate (Carolina del Nord)
Seagate és una concentració de població designada pel cens dels Estats Units a l'estat de Carolina del Nord. Segons el cens del 2000 tenia 4.590 habitants.

## Demografia
Segons el cens del 2000, Seagate tenia 4.590 habitants, 1.851 habitatges i 1.269 famílies. La densitat de població era de 499,2 habitants per km².
Dels 1.851 habitatges en un 31,3% hi vivien nens de menys de 18 anys, en un 56,5% hi vivien parelles casades, en un 9,3% dones solteres, i en un 31,4% no eren unitats familiars. En el 22,1% dels habitatges hi vivien persones soles el 7% de les quals corresponia a persones de 65 anys o més que vivien soles. El nombre mitjà de persones vivint en cada habitatge era de 2,48 i el nombre mitjà de persones que vivien en cada família era de 2,91.
Per edats la població es repartia de la següent manera: un 23,7% tenia menys de 18 anys, un 8,7% entre 18 i 24, un 29,9% entre 25 i 44, un 26,8% de 45 a 60 i un 11% 65 anys o més.
L'edat mediana era de 38 anys. Per cada 100 dones de 18 o més anys hi havia 99,7 homes.
La renda mediana per habitatge era de 50.548 $ i la renda mediana per família de 62.724 $. Els homes tenien una renda mediana de 40.443 $ mentre que les dones 23.750 $. La renda per capita de la població era de 29.567 $. Entorn del 8,7% de les famílies i l'11,7% de la població estaven per davall del llindar de pobresa.

## Poblacions més properes
El següent diagrama mostra les poblacions més properes.